# Nationalisme turc

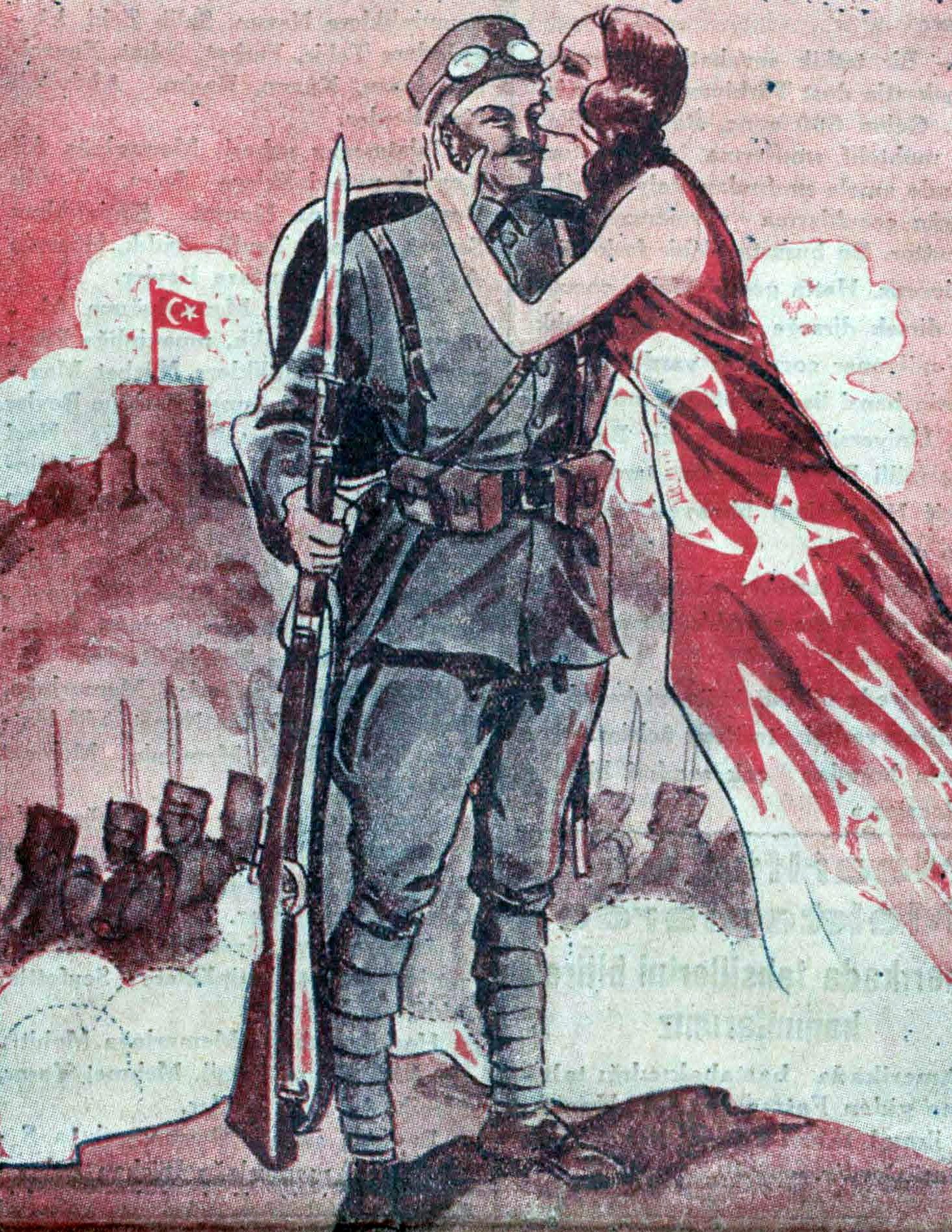
Personnification nationaliste de la libération d'İzmir en 1922.

Le nationalisme turc est une idéologie politique qui promeut et glorifie le peuple turc (soit en tant que groupe ethnique, national ou linguistique).

## Histoire

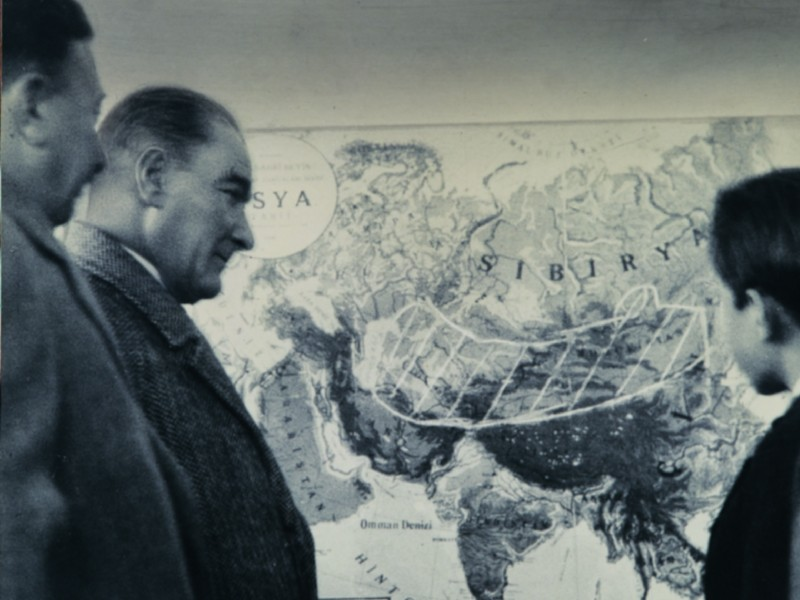
Atatürk analyse la carte des Göktürks dans une école

Après la chute de l'Empire ottoman en 1922, Mustafa Kemal arriva au pouvoir et tenta de faire oublier l’Empire ottoman, celui-ci étant fondé sur des principes religieux et non nationalistes. Atatürk introduisit la théorie de la langue-soleil d'Hilaire de Barenton au sein des cercles politiques et éducatifs turcs dans les années 1935, au moment où l'objectif souhaité était de « nettoyer » la langue turque des éléments d'origine étrangère. Les chercheurs turcs de l'époque prétendirent également que les premiers Sumériens étaient des proto-turcs. Les mythes fondateurs du nationalisme turc sont accompagnés d’un discours censé démontrer la supériorité du peuple turc, décrit comme plus fort, plus intelligent, ayant inventé le feu, l’urbanisme moderne, le commerce, l’agriculture ou encore la métallurgie. La langue turque, pourtant entièrement remaniée dans les années 1930, fut parfois décrite comme la mère d'un grand nombre d'autres langues du monde. Le serment de l'étudiant (Andımız), l'engagement de l'étudiant est le serment qui a été récité à l'école en Turquie au début de chaque journée. Il a été récité de 1933 jusqu'en 2013, entre autres, dans les écoles primaires en Turquie.
Si la figure de Mustafa Kemal est particulièrement célébrée, les nationalistes vénèrent aussi des personnalités controversées telles que Alparslan Türkeş, fondateur en 1969 du Parti d'action nationaliste, ou Talaat Pacha, l'un des principaux organisateurs en 1915 du génocide arménien. Dans un premier temps, les nationalistes niant le génocide ont préféré en parler le moins possible. Par la suite, ils ont attribué la culpabilité aux Arméniens, qui auraient selon eux pactisé avec la Russie et tué des Turcs, justifiant une riposte à grande échelle du pouvoir Jeune-Turc. Jusqu'aux années 1990, il était très difficile pour les historiens turcs de porter un regard critique sur l'histoire de leur pays. Un autre nationalisme, a la suite de l’invasion de Chypre par la Turquie en 1974, un nationalisme turque chypriote « Taksim » a émergé, et qui demande le rattachement de l’île à la Turquie.

## Variantes
Les idéologies associées au nationalisme turc incluent le panturquisme ou le touranisme (une forme de mysticisme national ethnique et racial). Ensuite l'anatolianisme qui considère la nation turque comme une entité séparée qui s'est développée après la conquête de l'Anatolie par Seldjouk, et enfin le kémalisme séculaire.
Un écrivain turc célèbre en Turquie Nihâl Atsız s'est auto-identifié comme raciste, pan-turciste et touraniste. Il était un critique de l'Islam dans la dernière partie de sa vie, en le définissant comme "une religion créée par les Arabes, pour les Arabes". Il a été accusé d'être un sympathisant du Troisième Reich, et de comploter pour renverser le gouvernement turc.

## Loi d'outrage à la turquicité
L'article 301 du Code pénal turc dispose qu'« une personne qui dénigre publiquement la nation turque, la république de Turquie, la Grande Assemblée nationale de Turquie, le gouvernement de la république de Turquie et les organes judiciaires de l’État, peut être punie de deux à six mois d'emprisonnement. Cependant, cela ne peut être fait qu'avec l'autorisation du ministre de la Justice ». L'article dispose toutefois que « l'expression de la pensée destinée à la critique ne peut constituer un crime ».